# Thalassochytrium
Thalassochytrium är ett släkte av svampar. Thalassochytrium ingår i divisionen pisksvampar och riket svampar.
|                  | Chytridiomycetes                                    |
|                  |                                                     |
|                  | Monoblepharidomycetes                               |
|                  |                                                     |
| Thalassochytrium | \| \| Thalassochytrium gracilariopsidis \| \| \| \| |
|                  | \| \| Thalassochytrium gracilariopsidis \| \| \| \| |
|                  | Coenomyces                                          |
|                  |                                                     |
|                  | Thalassochytrium gracilariopsidis                   |
|                  |                                                     |

|  | Thalassochytrium gracilariopsidis |
|  |                                   |